# Hypochromieeffekt
Der Hypochromieeffekt tritt auf, wenn die Basenpaare der DNA eng beieinanderliegen und daher nur wenig Licht absorbieren. 
Grund für den Effekt sind die Wechselwirkungen der π-Elektronen bei Körpertemperatur. Durch Erwärmen der DNA trennt sich zunehmend die Doppelhelix und die Absorptionsfläche des einfallenden Lichts erhöht sich. Relevant ist dieser Effekt im Rahmen der Fluometrie (siehe auch Fluoreszenz), da sich durch den Effekt die fluometrischen Eigenschaften ändern und so der Guanin-Cytosin-Gehalt der DNA bestimmt werden kann.